# Бузеску (Телеорман)
Бузеску (рум. Buzescu) насеље је у Румунији у жупанији Телеорман у општини Бузеску. Према попису из 2021. у насељу је било 3.707 становника. Налази се на надморској висини од 51 m.
У Бузескуу су заштићени следећи историјски споменици: црква Светих архангела Михаила и Гаврила, рушевине старе школе, општинска зграда (примарија) и железничка станица.

## Становништво
| 1992. | 2002. | 2011. | 2021. |
| ----- | ----- | ----- | ----- |
| 4.590 | 4.375 | 3.922 | 3.707 |

Према попису из 2021. у Бузескуу је живело 3.707 становника што је за 215 мање (-5,48%) у односу на попис из 2011. када је било 3.922 становника.
Према попису из 2021. већину станоништва чинили су Румуни (71,49%), а значајно су присутни и Роми (16,29%).
| Етнички састав према попису из 2021.‍ | Етнички састав према попису из 2021.‍ | Етнички састав према попису из 2021.‍ | Етнички састав према попису из 2021.‍ | Етнички састав према попису из 2021.‍ |
| ------------------------------------ | ------------------------------------ | ------------------------------------ | ------------------------------------ | ------------------------------------ |
|                                      |                                      |                                      |                                      |                                      |
| Румуни                               | Румуни                               |                                      | 2.650                                | 71,49%                               |
| Роми                                 | Роми                                 |                                      | 604                                  | 16,29%                               |
| Остали                               | Остали                               |                                      | 2                                    | 0,05%                                |
| Непознато                            | Непознато                            |                                      | 451                                  | 12,17%                               |